# Casa Olivetti
La Casa Olivetti és un edifici del municipi de Girona que forma part de l'Inventari del Patrimoni Arquitectònic de Catalunya.

## Descripció
És una casa de planta baixa i cinc pisos amb façanes al carrer Nou i Sant Francesc. Destaca la darrera, projectada amb una mesurada composició d'obertures i balcons. Formalment ofereix una gran puresa de línies, basada en la senzilla distribució de volums i la utilització de materials com la rajola i el ferro pintat. S'adscriu de forma explícita a un llenguatge contemporani amb clares referències italianes (igual que l'edifici de la Caixa d'Estalvis Provincial que té al seu cantó, obra de Joaquim Mª Masramon).